# Chmura konwekcyjna

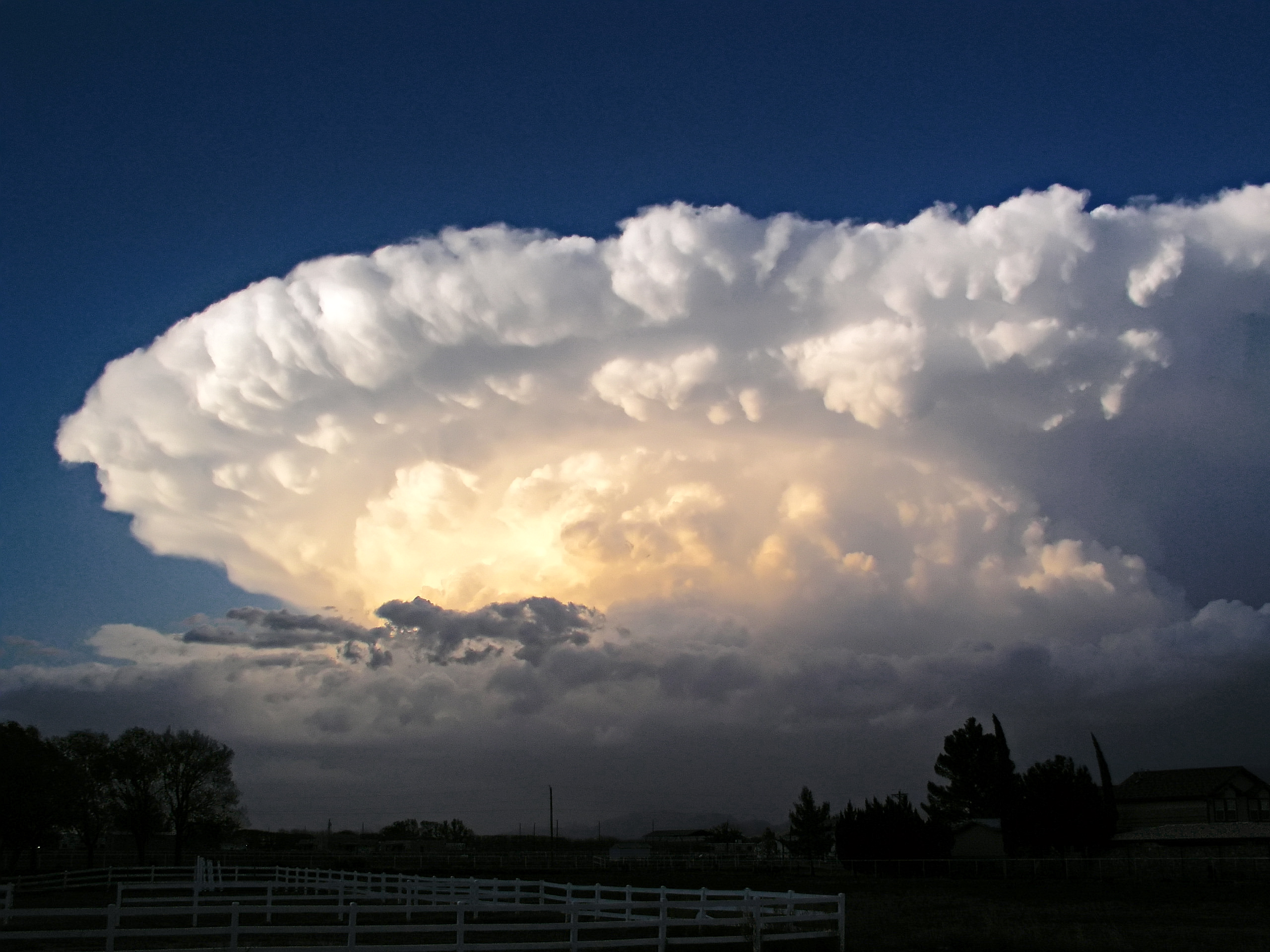
Superkomórka burzowa (Cumulonimbus capillatus incus) – przykład dobrze rozbudowanej chmury konwekcyjnej

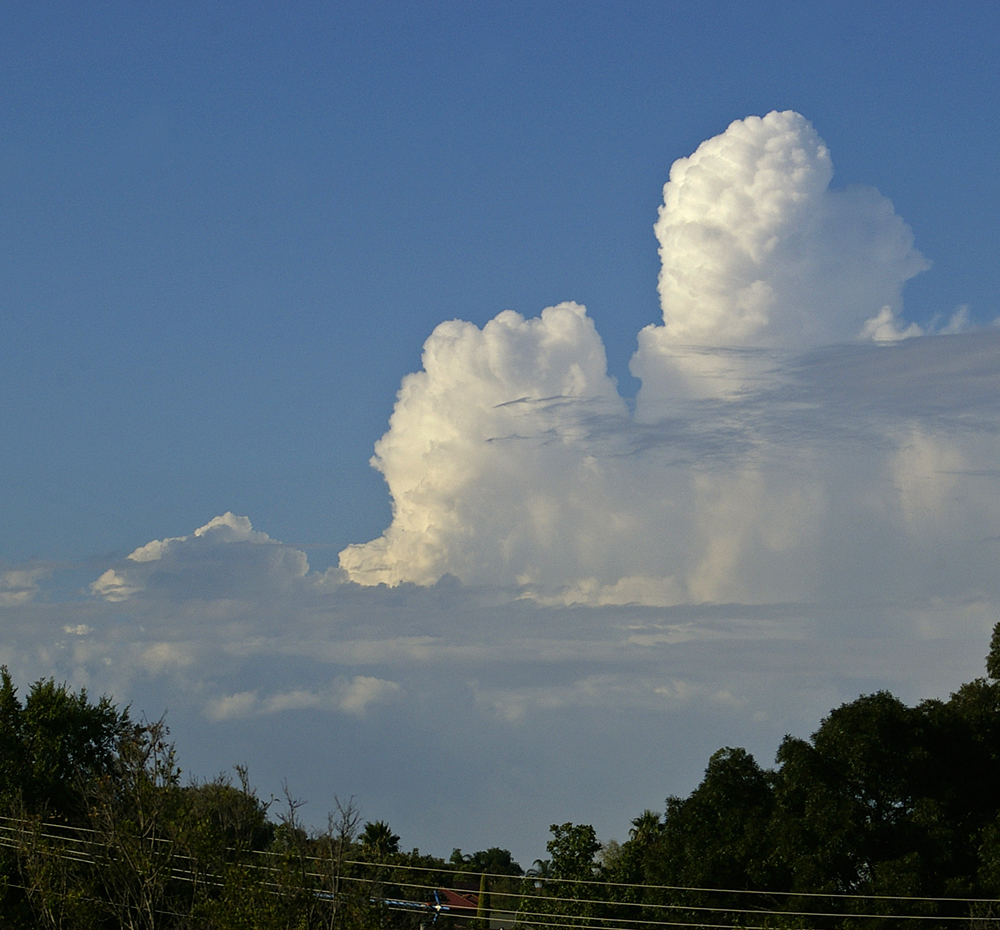
Wypiętrzające się Cumulus congestus

Chmura konwekcyjna – rodzaj chmur powstałych w wyniku występującej w atmosferze konwekcji w sytuacji, gdy prądy wstępujące przekraczają poziom kondensacji, powyżej którego tworzy się chmura. Rozmiary tych chmur są bardzo różne w zależności od intensywności i pionowego zasięgu konwekcji. Często te chmury wywołują silne (Cumulonimbus) krótkotrwałe opady zwane opadami przelotnymi lub konwekcyjnymi.
Do chmur konwekcyjnych zalicza się rodzaje Cumulus i Cumulonimbus.